# Wszyscy wiedzą
Wszyscy wiedzą (hiszp. Todos lo saben) – hiszpański dramat filmowy z 2018 roku w reżyserii Asghara Farhadiego. W głównych rolach wystąpili Penélope Cruz, Javier Bardem i Ricardo Darín. 
Zdjęcia kręcono w Torrelaguna i Villa del Prado (region Madrytu). Film miał premierę 8 maja 2018 roku na 71. MFF w Cannes, gdzie był filmem otwarcia festiwalu.

## Fabuła
Laura po dłuższym czasie razem z dwójką dzieci wraca do rodzinnego hiszpańskiego miasteczka celem uczestnictwa w weselu siostry, gdzie spotyka swoją pierwszą miłość, Paco. Zabawę niedługo przerywa informacja o zniknięciu córki Laury, Irene. Poszukiwania wyciągają na jaw rodzinne tajemnice.

## Obsada
- Penélope Cruz jako Laura
- Javier Bardem jako Paco
- Ricardo Darín jako Alejandro
- Eduard Fernández jako Fernando
- Bárbara Lennie jako Bea
- Inma Cuesta jako Ana
- Elvira Mínguez jako Mariana
- Ramón Barea jako Antonio
- Carla Campra jako Irene
- Sara Sálamo jako Rocío
- Roger Casamajor jako Joan
- José Ángel Egido jako Jorge

## Odbiór

### Reakcja krytyków
Film spotkał się z pozytywną reakcją krytyków. W agregatorze recenzji Rotten Tomatoes 78% ze 180 recenzji uznano za pozytywne, a średnia ocen wystawionych na ich podstawie wyniosła 6,90 na 10. Z kolei w agregatorze Metacritic średnia ważona ocen z 38 recenzji wyniosła 68 punktów na 100.